# Sapardos
Sapardos ist eine Gemeinde im Norden Portugals.
Sapardos gehört zum Kreis Vila Nova de Cerveira im Distrikt Viana do Castelo, besitzt eine Fläche von 6,7 km² und hat 330 Einwohner (Stand 19. April 2021).